# 藤沢親雄
藤沢 親雄（藤󠄁澤 親雄、ふじさわ ちかお、明治26年9月18日 - 昭和37年7月23日）は、日本の農商務官僚、政治学者、国家主義者。エスペランティスト。ベルリン大学哲学博士。

## 経歴
明治26年、数学者の藤沢利喜太郎の子として東京に生まれる。東京開成中学校を経て、明治44年、第一高等学校入学。大正6年、東京帝国大学法学部法律学科卒業。
東大卒業後は農商務省に入省。大正8年、ジュネーヴの国際連盟会議に出席し、連盟事務局員を務めた。文部省在外研究員としてベルリン大学に留学し、大正12年に哲学博士を取得。帰国後は東京帝国大学講師を経て、大正14年/昭和元年より九州帝国大学法文学部教授に就任。
昭和6年に九大を辞職し、北京大学に勤務した。昭和9年より文部省国民精神文化研究所（精研）嘱託として同研究所の運営に当たる。藤沢は事実上の精研トップであった。昭和10年、大東文化協会理事、大東文化学院教授。昭和13年、日独同志会思想部長としてドイツに赴く。昭和17年、大政翼賛会東亜局長。昭和18年、国民精神文化研究所を辞し、陸軍省の委嘱により北京の燕京大学に赴任した。
太平洋戦争後は公職追放の対象となり、戦後は日本大学と国士舘大学で教鞭を執った。昭和30年、日本大学教授に就任。昭和33年、日本文化連合会を結成。昭和36年、国士舘大学教授。

## 研究内容・業績
- エスペランティストであり、小坂狷二、浅井恵倫と共に日本エスペラント協会を創立した。
- 国家主義者としてファシズム、ナチズムの讃美紹介に努めた。また、皇国思想を広めるうちに、契丹古伝、竹内文献、ムー大陸などを評価するようになった[2]。

## 家族・親族
- 父：利喜太郎（数学者、東京帝国大学教授、帝国学士院会員、貴族院議員）
- 妻：みつ（東京府人・小林昇太郎妹）
- 長男：寿音雄(すねお) 大正10年 -
- 次男：喜雄 昭和3年-
- 三男：恵治 昭和6年 -
- 叔父：周次（英文学者、学習院名誉教授）
- 叔父：巌（海軍少将）
- 叔母：やす（南部球吾夫人）
- 叔母：ソノ（山口鋭之助夫人）
- 弟：威雄（官僚、企画院第七部長）
- 弟：藤沢秀雄

## 著書

### 単著
- 『外交史講義 近世帝國主義槪論 第1冊』九州帝國大學法文學部、昭和3年
- 『共産主義排撃の根拠 国際主義と「日本」の新しき解釈』タイムス出版社、昭和4年
- 『日本の思想的獨立へ』先進社、昭和7年
- 『皇道政治學槪論』大東文化協会、昭和8年
- 『西歐近代思想と日本國體』日本文化協会、昭和9年
- 『近代政治思想と皇道』 青年教育普及会、昭和10年
- 『自由主義の批判』国民精神文化研究所、昭和10年
- 『政治指導原理としての皇道』国民精神文化研究所〈国民精神文化研究〉、昭和10年
- 『國際思想と國家観念に就ひて』日本外交協会、昭和10年
- 『皇道に依る自由主義批判』海軍省教育局〈思想研究資料〉、昭和10年
- 『帝國憲法に就て』日本文化協会出版部 昭和11年
- 『世界の動きと日本』国民精神文化研究所、昭和12年
- 『日本民族の政治哲學』巌松堂、昭和12年
- 『防共協定の強化と國民精神總動員』防共協定記念會、昭和12年11月
- 『新民主義の哲理的基礎』日本外交協会、昭和13年
- 『大陸經綸の指導原理』第一出版社、昭和13年
- 『日本人間學』第一出版社、昭和13年
- 『日本學の理念』作品社〈作品文庫〉、昭和14年
- 『日本政治學の基礎理念』国民精神文化研究所、昭和14年
- 『日本を中心とする國際思想の動向』金光教典籍出版部〈時局叢書〉、昭和14年
- 『全体主義と皇道』東洋図書 昭和15年
- 『伊太利の立場と日本』伊太利大使館情報部、昭和16年
- 『皇道世界經綸の理念』甲子社書房、昭和16年
- 『我が國體と世界新秩序』日本放送出版協会〈ラジオ新書〉、昭和16年
- 『戦時下のナチス獨逸』アルス〈ナチス叢書〉、昭和16年
- 『日本的思惟の諸問題』人文書院、昭和16年
- 『日滿関係に於ける皇道の顕現』皇道世界政治研究所、昭和17年
- 『世紀の預言』偕成社、昭和17年
- 『日滿華一体化論』 東亜新秩序研究会、昭和18年
- 『國家と青年』潮文閣〈青年文化全集〉、昭和18年
- 『神國日本の使命』巌松堂、昭和18年
- 『日本國家學原理』三省堂出版、昭和19年
- 『東洋政治哲学と新しき世界平和原理』新生社、昭和32年
- 『日本民族共同体の自覚的再建 神道指令と現行憲法との関連性について』日本文化連合会事務局、昭和34年
- 『神道アッピールの旅 北南米知識層の反響』神社本庁、昭和34年
- 『創造的日本学』藤沢親雄遺稿、附諸家追悼・随想録、小見山登編、日本文化連合会、昭和44年
- 『日本的思惟の諸問題』大空社〈叢書日本人論〉 平成9年

### 共編著
- 『日本國家學』大串兎代夫共著、高陽書院、昭和12年

### 翻訳
- ミルコ・アルデマンニ (Mirko Ardemagni) 著『ファッシズムの理念と日伊の政治的提携』ストラミジヨーリ、昭和15年